# 2012: Doomsday
2012: Doomsday ist ein US-amerikanischer SciFi-Mockbuster des Regisseurs Nick Everhart aus dem Jahr 2008 auf den 2009 erschienenen Blockbuster 2012 von Roland Emmerich. Die äußerst niedrig budgetierte Direct-to-DVD-Produktion basiert auf der These, wonach 2012 nach dem Ende der Langen Zählung des Maya-Kalenders der Weltuntergang, die Apokalypse, eintreten werde. Der Film wurde am 25. Juni 2009 in Deutschland veröffentlicht. Wie in anderen Filmen von Faith Films sollen auch hier christliche Botschaften auf Trashniveau erzählt werden.

## Handlung
Im Jahr 2012 wird die Erde von verheerenden Naturkatastrophen heimgesucht, deren Häufigkeit und Intensität noch zuzunehmen drohen. Die Regierungsorganisationen sind ratlos und uneinig, prognostizieren jedoch unterschiedlichste Weltuntergangsszenarien. Der Geologische Dienst der USA warnt beispielsweise vor einer Verlangsamung der Erdrotation mit der Folge von weitreichenden Überschwemmungen für die Küstenregionen. Auf Anraten Lloyds, des Leiters des geologischen Dienstes, werden die Westküsten Nord- und Südamerikas schließlich evakuiert. Aus Sorge um seine Tochter Sarah, eine fromme Missionarin, die sich in Mexiko aufhält, versucht Lloyd, diese in Eigenregie zu retten.
Derweil findet Archäologe Frank Richards in einem unterirdischen Kammersystem im mexikanischen Orizaba ein altes Kruzifix, bevor die antike Stätte bei einem Vulkanausbruch zerstört wird. Die seltsame Reliquie gibt ihm zunächst Rätsel auf. Irgendwann vermutet er einen Zusammenhang zwischen dem Ende des Maya-Langzeitkalenders und einer Prophezeiung, die ihn zu einem großen Tempel nach Chichén Itzá führt. Gemeinsam mit Ehefrau Trish, die im weiteren Verlauf der Handlung stirbt, nimmt er den beschwerlichen Weg in die alte Ruinenstätte auf sich.
Zeitlich versetzt fährt Rettungssanitäterin Susan, die über paranormale Fähigkeiten verfügt, ebenfalls nach Chichén Itzá. In einem weiteren, parallel verlaufenden Handlungsstrang reist Lloyds Tochter Sarah in Begleitung der hochschwangeren Wakanna ebenfalls in diese Region.
Dort angelangt, stoßen die unterschiedlichsten Gruppierungen aufeinander. Frank setzt in einer Pyramide schließlich einen Mechanismus in Gang, der letztlich seine Theorie bestätigt und eine undurchschaubare Prophezeiung erfüllt. Derweil wird der Weltuntergang eingeleitet. Wakanna gebiert schließlich ein Baby. Eine Off-Stimme verrät dem Zuschauer an dieser Stelle, dass dies nicht das zu erwartende Ende sei, sondern lediglich ein Neuanfang der Welt.

## Kritik
„Billigfilm mit erbärmlichen Effekten, der einen ebenso fundamentalistischen wie frei interpretierten christlichen Glauben zur Rettung der Welt anführt.“